# Gilbert Dalleu
Gilbert Dalleu, né le 5 mars 1861 à Saint-Pont dans l'Allier et mort le 1er mars 1931 dans le 10e arrondissement de Paris, est un acteur de théâtre et de cinéma muet français.

## Biographie
Pressenti à l'origine par Jean Grémillon pour tenir le rôle du père Bréhan dans son film Gardiens de phare, au printemps 1928, Dalleu fut victime au début du tournage d'un grave accident de voiture près de Saint-Brieuc. Amputé du bras droit, il se retrouva alors dans l'incapacité physique de poursuivre le tournage de ses scènes, lesquelles furent momentanément interrompues. L'acteur Paul Fromet reprit le rôle quelques mois plus tard. 
Dalleu ne devait pas se remettre de cet accident. Ses blessures aux jambes s'infectèrent et malgré de nouvelles amputations, il devait succomber à la gangrène deux ans plus tard à l'hôpital Lariboisière quelques jours avant son 70e anniversaire.

## Théâtre
- 1888 : Roger la Honte, drame en 5 actes et 8 tableaux de Jules Mary, au théâtre de l'Ambigu (28 septembre) : le docteur Moreau
- 1891 : L'Auberge des Mariniers, drame en 5 actes et 9 tableaux d'Émile Moreau, au théâtre de l'Ambigu (4 décembre) : le docteur
- 1903 : Par habitude, comédie en 1 acte de A. Branger, au théâtre des Mathurins (26 septembre) : Valentin Bourgeasse
- 1903 : Antoinette, ou le Retour du mari, fantaisie en 1 acte de Tristan Bernard, au théâtre des Mathurins (10 octobre) : le régisseur
- 1907 : Anna Karénine, pièce en 5 actes et 7 tableaux de Léon Tolstoï, adaptation française d'Edmond Guiraud, mise en scène de Firmin Gémier, au théâtre Antoine (30 janvier) : le général
- 1907 : Timon d'Athènes, pièce en 5 actes d'Émile Fabre, musique de scène d'Abel Auscher, au théâtre Antoine (12 avril) : Demos
- 1907 : Terre d'épouvante, drame en 3 actes d'André de Lorde et Eugène Morel, au théâtre Antoine (17 octobre) : le boucher
- 1907 : Sherlock Holmes, pièce en 5 actes et 6 tableaux d'Arthur Conan Doyle et William Gillette, adaptation française de Pierre Decourcelle, au théâtre Antoine (20 décembre) : Fletcher
- 1908 : Les Jumeaux de Brighton, pièce en 4 actes de Tristan Bernard, au théâtre Fémina (15 mars) : l'oncle d'Amérique
- 1908 : L'Oreille fendue, pièce en 4 actes de Lucien Népoty, mise en scène de Firmin Gémier, au théâtre Antoine (16 octobre) : Sanguin
- 1909 : La Clairière, comédie en 5 actes de Lucien Descaves et Maurice Donnay, au théâtre Antoine (12 mars) : Bougoin
- 1910 : Bagnes d'enfants, drame en 4 actes de Pierre Chaine et André de Lorde d'après le roman d'Édouard Quet (En correction), au théâtre de l'Ambigu (1er juin) : Bricard
- 1913 : Alsace, comédie en 3 actes de Gaston Leroux et Lucien Camille, au Théâtre Réjane (10 janvier) : le commissaire de Police.

## Filmographie
- 1909 : Les Mystères de Paris, de Victorin Jasset
- 1909 : L'Archange, de Victorin Jasset
- 1909 : Les Deux Amies, de Victorin Jasset
- 1909 : Face à face, de Victorin Jasset
- 1910 : La Sorcière de la grève, de Victorin Jasset
- 1910 : Le Cheval pie (réalisateur anonyme : Victorin Jasset ?)
- 1910 : Le Chien du saltimbanque, de René Marquis
- 1911 : Le Crime d'un fils, de Victorin Jasset
- 1911 : Le Secret du moulin, de Victorin Jasset
- 1911 : Le Mendiant de la falaise (La mendiante) (réalisateur anonyme : Victorin Jasset ?)
- 1911 : Un appel silencieux, de Victorin Jasset
- 1911 : Zigomar, de Victorin Jasset
- 1911 : Zigomar, roi des voleurs, de Victorin Jasset
- 1911 : Mariage aux étoiles, d'Émile Chautard
- 1911 : Le Poison de l'humanité (1) de Victorin Jasset et Émile Chautard (1re partie : Les fautes d'un père)
- 1912 : Au pays des ténèbres, de Victorin Jasset
- 1912 : Rigadin et la Baguette magique de Georges Monca
- 1912 : Le Poison de l'humanité (2) de Victorin Jasset (2e partie : L'héritage maudit)
- 1912 : Balaoo, de Victorin Jasset
- 1912 : Le Cercueil de verre, de Victorin Jasset
- 1912 : Le Bonhomme jadis, d'Émile Chautard
- 1912 : L'Homme de proie, de Louis Feuillade
- 1912 : Le Maître de forges, d'Henri Pouctal : Gerval
- 1912 : La Grande Marnière, d'Henri Pouctal
- 1913 : L'Honneur, d'Henri Pouctal
- 1913 : Le Trait d'union, d'Henri Pouctal
- 1913 : Bagnes d'enfants, d'Émile Chautard : Bricard
- 1913 : Protéa, de Victorin Jasset : un policier
- 1913 : La petite chocolatière, d'André Liabel : Lapistolle
- 1913 : Le Friquet, de Maurice Tourneur
- 1914 : Le Faiseur de fous, d'Émile Chautard
- 1914 : L'Indépendance de la Belgique 1830, d'Émile Chautard
- 1915 : La Dette de haine, d'Henri Pouctal
- 1915 : La menace, d'Henri Pouctal
- 1916 : Alsace, d'Henri Pouctal
- 1916 : Zyte, de Georges Monca
- 1917 : Le Capitaine noir; de Gérard Bourgeois
- 1917 : La Distance, de Robert Boudrioz
- 1918 : Le Comte de Monte-Cristo, d'Henri Pouctal : Caderousse
- 1919 : Un soir, de Robert Boudrioz
- 1919 : Sa conscience, de Daniel Riche : le juge Rollin
- 1919 : Simplette, de René Hervil : Pasque
- 1920 : Au travail / Travail, d'Henri Pouctal : Jérôme Gurignon
- 1920 : Le Secret de Rosette Lambert, de Raymond Bernard
- 1920 : Ames siciliennes, de Raoul d'Auchy : Pietro
- 1922 : L'Agonie des aigles, de Bernard-Deschamps et Julien Duvivier : Goglu
- 1922 : Les Mystères de Paris, de Charles Burguet : le maître d'école
- 1922 : Le Sang des Finoël, de Georges Monca et Rose Pansini : le vieux Finoël
- 1922 : L'Empereur des pauvres, de René Leprince : Cyprien Cadal
- 1923 : Le Petit Chose, d'André Hugon : le père de Pierrotte
- 1924 : L'Arriviste, d'André Hugon : le juge Chesnard
- 1924 : Enfants de Paris (Les enfants de Paris) d'Albert-Francis Bertoni : Vincent
- 1924 : Claudine et le Poussin (Le Temps d'aimer) de Marcel Manchez : l'abbé
- 1924 : Mandrin; d'Henri Fescourt : M. de la Morlière
- 1925 : La Ronde de nuit, de Marcel Silver[3] : Wolfgang
- 1926 : La Terre qui meurt, de Jean Choux : Toussaint Lumineau
- 1928 : La Passion de Jeanne d'Arc, de Carl Dreyer : Jean Lemaître